# Micoletzkya
Micoletzkya  (лат.) — род хищных круглых червей семейства Diplogastridae Micoletzky, 1922 (или Neodiplogasteridae) из отряда Rhabditida (или Diplogasterida, Nematoda). Более 25 видов.

## Описание
Ассоциированы с жуками, в том числе с жуками-короедами (Scolytinae).
Среди хозяев несколько экономически важных видов короедов, например, Dendroctonus ponderosae и короед-типограф (Ips typographus). Подобно другим членам семейства диплогастрид представители рода Micoletzkya имеют подвижные противостоящие друг другу ротовые зубцы и демонстрируют ротовой диморфизм в виде двух фенотипов: стеностоматные (узкий рот и мелкие зубцы) и эвристоматные (широкий рот и крупные зубцы). Эти два альтернативных фенотипа представляют ресурсный полифенизм и специализацию на питании различными источниками пищи, такими как микроорганизмы и другие нематоды, соответственно. Нематоды рода Micoletzkya имеют строго определённых хозяев и большинство их видов ассоциированы только с одним единственным видов жуков-хозяев. Филогенетические данные свидетельствуют о том, что на диверсификацию рода в значительной степени повлияла эволюционная радиации жуков-короедов.

## Систематика
Более 25 видов. Родовое название дано в честь австрийского нематолога Хенриха Миколецкого (Henrich Micoletzky).
- Micoletzkya araucariae Rühm, 1965
- Micoletzkya balaena Massey, 1966
- Micoletzkya bandelieri Massey, 1960
- Micoletzkya buetschlii (Fuchs, 1915)
- Micoletzkya calligraphi Massey, 1974
- Micoletzkya hylurginophila (Rühm, 1956)
- Micoletzkya inedia Massey, 1966
- Micoletzkya japonica
- Micoletzkya masseyi
- Micoletzkya palliati (Rühm, 1956)
- Micoletzkya sexdentati (Blinova & Vosylyte, 1978)
- Micoletzkya thalenhorsti (Rühm, 1956)
- Micoletzkya tomea Massey, 1966
- Micoletzkya weingaertnerae  (Rühm, 1956)
- Другие виды